# Мехмед Йермисекиз Челеби
Мехмед Йермисекиз Челеби (на турски: Yirmisekiz Mehmed Çelebi), известен като Мехмед Ефенди, е османски държавник и дипломат от началото на XVIII в., посланик на султан Ахмед III в двора на Луи XV през 1720 – 1721 г. Остава известен с доклада за посланическата си мисия – т.нар. сефаретнаме (буквално книга за посолството).
Мехмед Челеби е роден в Одрин в семейство с грузински корени Точната дата на раждането му не е известна. Баща му Сюлейман ага е еничар, който умира по време на поход за превземането на унгарския град Печ. Самият Мехмед също е записан в еничарския корпус, където служи в 28 орта, поради което си спечелва прозвището Йермисекиз (двадесет и осем на турски), с което остава известен до края на живота си. По-късно неговите наследници, включително и синът му, носят името Йермисакиз-заде (сина на Йермисекиз).
По време на военната си служба Мехмед Йермисекиз успява да се изкачи във военната йерахия, след което е назначен на административна служба в двора – първоначално като надзорник на монетния двор, а по-късно и като везир, отговарящ за финансите (дефтердар). Мехмед Йермисекиз започва да изпълнява и дипломатически мисии: през 1718 г. той е част от османската делегация в Пожаревац, изпратена да договори условията на мира с Хабсбургите и Венеция, сключен на 21 юли същата година. През 1720 г. Мехмед Йермисекиз е назначен за посланик на султана в двора на Луи XV и потегля за Париж. Дадената на посланика инструкция предписвала: „...проучи средствата за цивилизация и образование във Франция и докладвай за тези, които могат да се прилагат [в Османската империя].“
Посланическта му мисия, продължила единадесет месеца, е първото дипломатическо представителство на Османската империя в чужбина, което има постоянен характер. След завръщането си в Константинопол, Мехмед Йермисекиз представя на султана подробен доклад под формата на книга (сефаретнаме), съдържащ отчет за осъществените контакти, наблюдения и впечатления от френския двор.
Сефаретнамето на Мехмед Йермисекиз Челеби е един от ярките образци на този литературен жанр в Османската империя от периода. Трудът му впечатлява както с художествената си стойност, така и със задълбочените сведения за времето и средата, за която се отнася. Сефаретнамето на Мехмед Йермисекиз описва подробно пътуването му до Франция, карантината в Тулон заради върлуващата по това време чума, пътя от Бордо до Париж, официалния прием от Луи XV, дворцовите церемонии и социалните събития, на които е присъствал. Особено впечатление му прави вечерта в театъра; описани са интересни места в Париж, впечатленията му от западната култура, както и любопитството, което той е предизвикал у западняците – така, например, Рамазанът, който той празнува във Франция, става причина за събирането на множество от любопитни парижанки.
Особено удивление Мехмед Йермисекиз изказва от лежерните вечѐри, обилно поливани с вино и разнообразявани с разговори, остроумия и флиртове. Оказва се, че присъствието и водещата роля на жените на такива събития са заинтригували най-много посланика, чиято галантност много допадала на дамите. Въпреки че не пиел вино на публични мероприятия, по време на частни събирания Мехмед Ефенди свиква с шампанското, чиято консумация става на мода в началото на XVIII в.
Престоят и впечатленията на Мехмед Ефенди в Париж имат и преки последици за живота в османската столица – пряк резултат от мисията му е откриването през същата 1720 г. на първата печатница в Константинопол, ръководена от Ибрахим Мютеферика, унгарец по произход, която започва да печата книги на османотурски език, ползвайки се и с подкрепата и покровителството на сина Мехмед Саид Йермисекиз-заде паша, по-късно велик везир на империята. В стила на градините на двореца Тюйлери, подробно описани от посланика, са обновени и константинополските градини Садабад, станали символ на Ерата на лалетата (Lale Devri) в османския двор.
Донесението на Мехмед Ефенди маркира появата на първия османски опит да се покажат достиженията на европейската наука и култура и се превръща в най-разпространената книга за четене в османското общество.
През 1757 г. сефаретнамето на Мехмед Йермисекиз Челеби е преведено на френски език, а по-късно и на други западноевропейски езици.
След една кратка дипломатическа мисия в Египет Мехмед Йермисекиз Челеби е заточен на остров Кипър. Низвергването му е пряка последица от въстанието на Патрона Халил, което слага край на управлението на султан Ахмед III, с което Мехмед Ефенди е тясно свързван. Бившият турски посланик в Париж умира през 1732 г. във Фамагуста, където е погребан в двора на една местна джамия. Скоро след това синът му Мехмед Саид Йермисекиз-заде е реабилитиран и през 1742 г. оглавява ново посолство в Париж, а по-късно – в Полша и Швеция, оставяйки свое сефаретнаме.

## Галерия
- Мехмед Ефенди пристига в Тюйлери на 21 март 1721. Шарл Паросел.
- La sortie de l'ambassadeur turc du Jardin des Tuileries, Gobelins Manufactory, 1734 – 1737.
- Мехмед Ефенди пред Луи XV.
- Мехмед Ефенди, гравюра от 1721.